# 史大桢
史大桢（1932年12月—2024年1月15日），祖籍江苏江阴，出生于上海市，中华人民共和国政治人物。曾任中华人民共和国水利电力部副部长、中华人民共和国能源部副部长，中华人民共和国电力工业部部长，国家电力公司总经理等职。

## 生平
1951年，毕业于无锡中学，后在山东工学院（现山东大学）电机工程系发电厂配电网及联合输电系统专业学习，毕业后任阜新发电厂技术员、值长、辽宁发电厂值长、电气分场工程师、厂运行组组长、值长。文化大革命期间遭受迫害，随后任辽宁发电厂生产技术科副科长、厂副总工程师。1980年后担任元宝山发电厂副厂长、厂长兼总工程师、东北电业管理局副局长、党组副书记。1984年，任水利电力部电力规划院院长、党组书记，次年担任水利电力部总工程师。1986年，任水利电力部副部长、党组副书记。1988年，改任能源部副部长。1993年后，任电力工业部部长、党组书记，兼国家电力公司总经理。1998年，当选为政协第九届全国委员会常务委员、全国政协经济委员会副主任。